# Дилакторская, Наталья Леонидовна
Наталья Леонидовна Дилакторская (2 [15] марта 1904 или 15 марта 1904, Тотьма, Вологодская губерния — 20 декабря 1989[…], Таллин) — советская писательница и редактор.

## Биография
Родилась в 1904 году.
Работала педагогом и методистом в Театре юного зрителя, затем — редактором в ленинградском отделении Детиздата.
Начала печататься в 1924 году, писала для детей младшего возраста. В 1930-х годах сотрудничала с журналами «Чиж» и «Ёж».
Сотрудничала с Д. Хармсом, С. Маршаком, Н. Радловым, М. Зощенко и другими.
Одна из авторов текстов к выдержавшей множество изданий детской книжке «Рассказы в картинках». Интересно, что во 2-м издании книги (1940 год) авторы текста не были указаны, поскольку Н. И. Дилакторская в то время находилась в лагерях.
В 1941 году добровольцем ушла на фронт Великой Отечественной войны.
Дружила с Анной Ахматовой с 1944 года. Пользовалась её доверием — выступила редактором-составителем неизданного собрания сочинений Ахматовой в 2-х томах.
Умерла 20 декабря 1989 года в Таллине.

## Труды
- Упрямая луковица
- Повесть о Гайдне
- Приключения серого Маламыша

## Память
- В РГАЛИ хранятся материалы, связанные с Н. Л. Дилакторской[8].